# Saint-Remy-sous-Broyes
Pour les articles homonymes, voir Saint-Remy.
Saint-Remy-sous-Broyes est une commune française, située dans le département de la Marne en région Grand Est.

## Géographie
|         | Péas                   | Linthelles |
| Sézanne | Saint-Remy-sous-Broyes |            |
|         | Chichey                | Gaye       |

### Hydrographie
La commune est dans la région hydrographique « la Seine de sa source au confluent de l'Oise (exclu) » au sein du bassin Seine-Normandie. Elle est drainée par les Auges, le Fossé 01 du Chemin de Chichey et le ruisseau de Saint-Remy,.
Les Auges, d'une longueur de 18 km, prend sa source dans la commune de Sézanne et se jette  dans la Superbe à Pleurs, après avoir traversé cinq communes. 

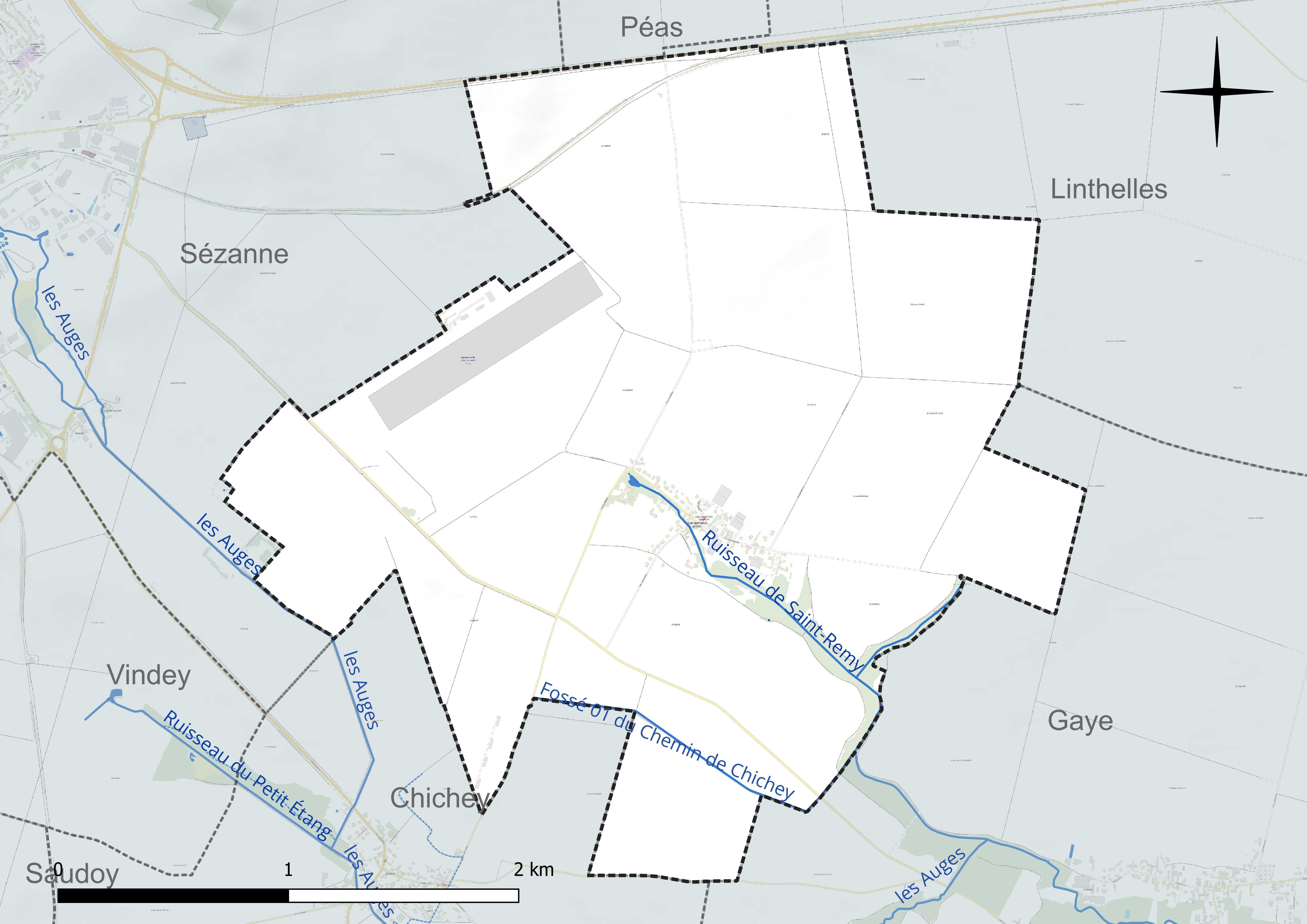
Réseau hydrographique de Saint-Remy-sous-Broyes.

### Climat
Pour des articles plus généraux, voir Climat du Grand Est et Climat de la Marne.
En 2010, le climat de la commune est de type climat océanique dégradé des plaines du Centre et du Nord, selon une étude du Centre national de la recherche scientifique s'appuyant sur une série de données couvrant la période 1971-2000. En 2020, Météo-France publie une typologie des climats de la France métropolitaine dans laquelle la commune est exposée à un climat océanique altéré et est dans la région climatique  Nord-est du bassin Parisien, caractérisée par un ensoleillement médiocre, une pluviométrie moyenne régulièrement répartie au cours de l’année et un hiver froid (3 °C). 
Pour la période 1971-2000, la température annuelle moyenne est de 10,3 °C, avec une amplitude thermique annuelle de 15,9 °C. Le cumul annuel moyen de précipitations est de 729 mm, avec 11,3 jours de précipitations en janvier et 7,6 jours en juillet. Pour la période 1991-2020, la température moyenne annuelle observée sur la station météorologique de Météo-France la plus proche, « Esternay-Man », sur la commune d'Esternay à 16 km à vol d'oiseau, est de 10,9 °C et le cumul annuel moyen de précipitations est de 780,5 mm. 
La température maximale relevée sur cette station est de 42,5 °C, atteinte le 25 juillet 2019 ; la température minimale est de −25 °C, atteinte le 14 février 1956,,. 
Les paramètres climatiques de la commune ont été estimés pour le milieu du siècle (2041-2070) selon différents scénarios d'émission de gaz à effet de serre à partir des nouvelles projections climatiques de référence DRIAS-2020. Ils sont consultables sur un site dédié publié par Météo-France en novembre 2022.

## Urbanisme

### Typologie
Au 1er janvier 2024, Saint-Remy-sous-Broyes est catégorisée commune rurale à habitat dispersé, selon la nouvelle grille communale de densité à sept niveaux définie par l'Insee en 2022.
Elle est située hors unité urbaine. Par ailleurs la commune fait partie de l'aire d'attraction de Sézanne, dont elle est une commune de la couronne,. CetRte aire, qui regroupe 37 communes, est catégorisée dans les aires de moins de 50 000 habitants,.

### Occupation des sols
L'occupation des sols de la commune, telle qu'elle ressort de la base de données européenne d’occupation biophysique des sols Corine Land Cover (CLC), est marquée par l'importance des territoires agricoles (92,5 % en 2018), une proportion identique à celle de 1990 (92,5 %). La répartition détaillée en 2018 est la suivante : 
terres arables (92,5 %), espaces verts artificialisés, non agricoles (5,3 %), forêts (2,3 %). L'évolution de l’occupation des sols de la commune et de ses infrastructures peut être observée sur les différentes représentations cartographiques du territoire : la carte de Cassini (XVIIIe siècle), la carte d'état-major (1820-1866) et les cartes ou photos aériennes de l'IGN pour la période actuelle (1950 à aujourd'hui).

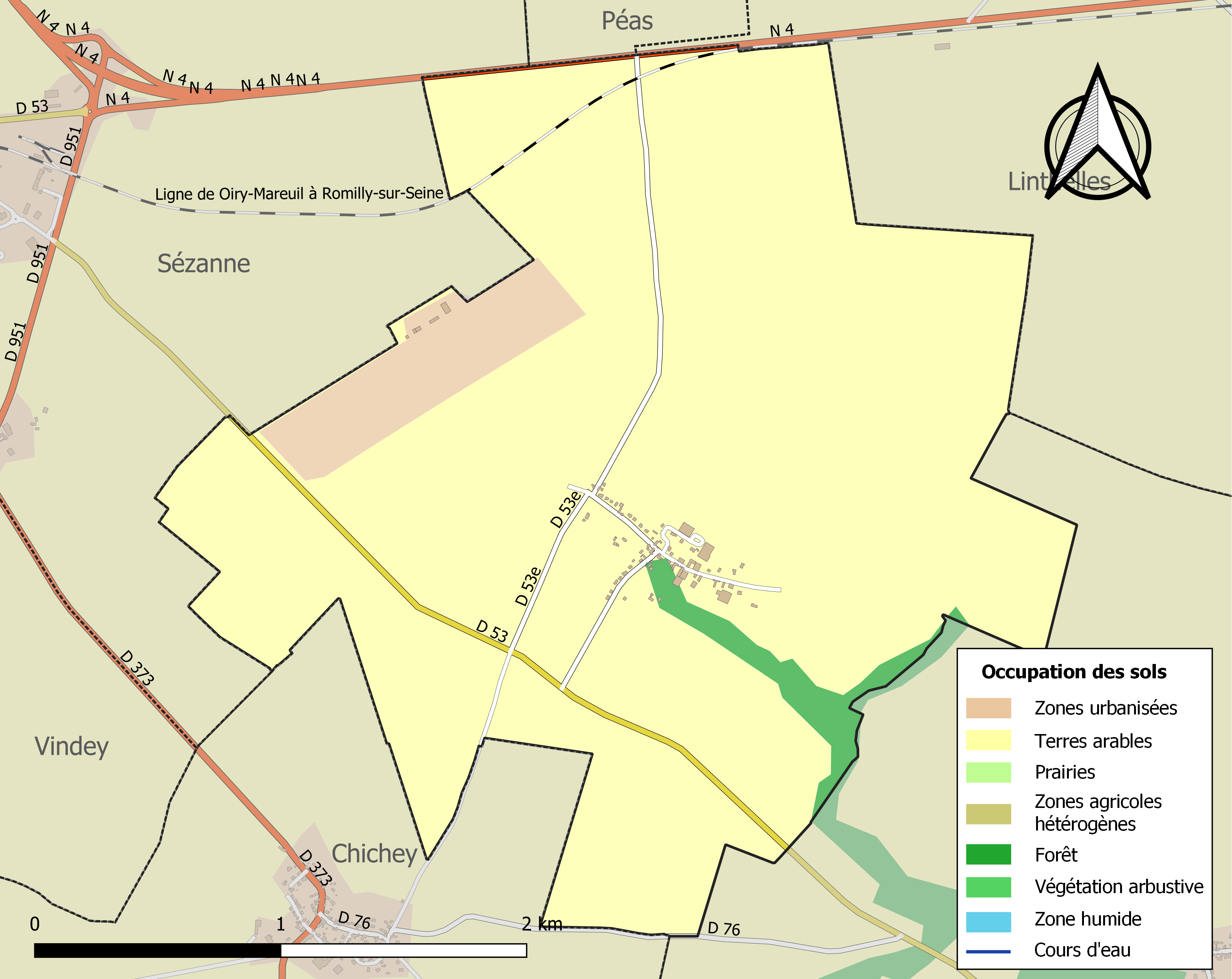
Carte des infrastructures et de l'occupation des sols de la commune en 2018 (CLC).

## Toponymie
Le nom de la localité est attesté sous les formes Sanctus Remigius (1131) ; Saint-Remi (vers 1222) ; Saint-Remi lez Sézanne (1283) ; Saint-Remy emprès Sézanne (1356) ; Sanctus Remigius juxta Brecas (1381) ; Sanctus Remigius subtus Brecas (1407) ; Sainct-Remy soubz Broye (1524) ; Saint-Remy sous Broyes (vers 1700) ; Somanges [pour Sommauges] (1794).

Saint-Remy est un hagiotoponyme qui fait référence à Remi de Reims.
Saint-Remy-sous-Broyes est à 10 Km., environ, au sud de Broyes.

## Histoire
Au cours de la Révolution française, la commune porta provisoirement le nom de Somanges.

## Politique et administration
| Période                                  | Période                       | Identité        | Étiquette | Qualité                                                                                         |
| ---------------------------------------- | ----------------------------- | --------------- | --------- | ----------------------------------------------------------------------------------------------- |
| Les données manquantes sont à compléter. |                               |                 |           |                                                                                                 |
| mars 2001                                | En cours (au 13 juillet 2020) | Mme Dany Carton | UMP       | Vice-président de la CC de Sézanne-Sud Ouest Marnais (2017 → ) Réélue pour le mandat 2020-2026, |

Le nombre d'habitants, au dernier recensement, étant compris entre 100 et 499, le nombre de membres du conseil municipal est de 11.

## Démographie
L'évolution du nombre d'habitants est connue à travers les recensements de la population effectués dans la commune depuis 1793. Pour les communes de moins de 10 000 habitants, une enquête de recensement portant sur toute la population est réalisée tous les cinq ans, les populations de référence des années intermédiaires étant quant à elles estimées par interpolation ou extrapolation. Pour la commune, le premier recensement exhaustif entrant dans le cadre du nouveau dispositif a été réalisé en 2004.

En 2022, la commune comptait 111 habitants, en évolution de +6,73 % par rapport à 2016 (Marne : −1,19 %, France hors Mayotte : +2,11 %).
| 1793 | 1800 | 1806 | 1821 | 1831 | 1836 | 1841 | 1846 | 1851 |
| ---- | ---- | ---- | ---- | ---- | ---- | ---- | ---- | ---- |
| 91   | 103  | 97   | 95   | 98   | 101  | 118  | 106  | 112  |

| 1856 | 1861 | 1866 | 1872 | 1876 | 1881 | 1886 | 1891 | 1896 |
| ---- | ---- | ---- | ---- | ---- | ---- | ---- | ---- | ---- |
| 105  | 99   | 105  | 85   | 88   | 90   | 86   | 91   | 87   |

| 1901 | 1906 | 1911 | 1921 | 1926 | 1931 | 1936 | 1946 | 1954 |
| ---- | ---- | ---- | ---- | ---- | ---- | ---- | ---- | ---- |
| 78   | 80   | 84   | 75   | 89   | 92   | 71   | 75   | 86   |

| 1962 | 1968 | 1975 | 1982 | 1990 | 1999 | 2004 | 2006 | 2009 |
| ---- | ---- | ---- | ---- | ---- | ---- | ---- | ---- | ---- |
| 83   | 71   | 78   | 76   | 101  | 81   | 84   | 90   | 97   |

| 2014 | 2019 | 2022 | - | - | - | - | - | - |
| ---- | ---- | ---- | - | - | - | - | - | - |
| 106  | 106  | 111  | - | - | - | - | - | - |

## Lieux et monuments

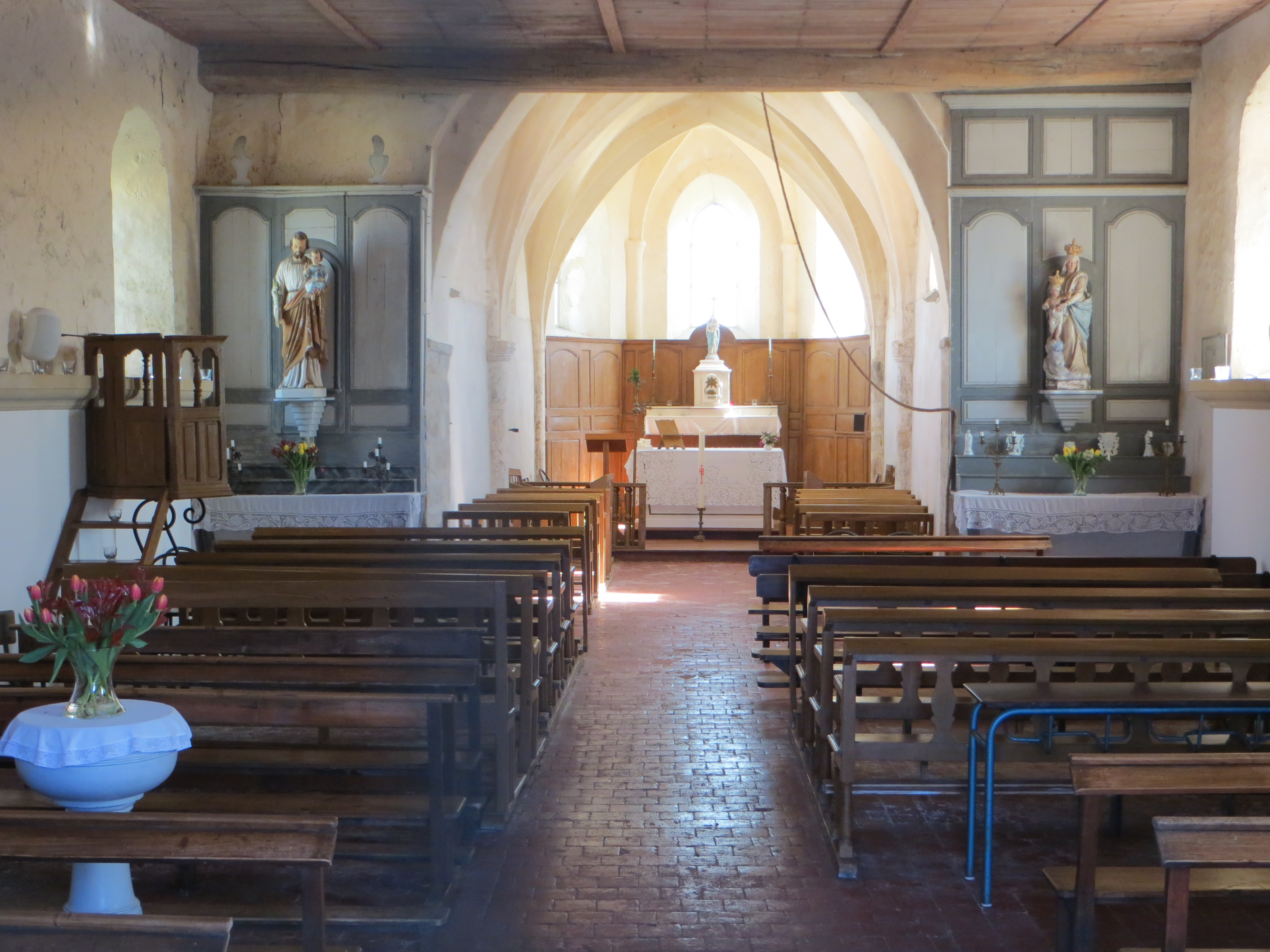
Nef de l'église Saint-Remi - cloche de l’église sonnant 15 h :Fichier:Saint-Remy-sous-Broyes - Église Saint-Remi - 15h.ogg

- Église Saint-Remi.